# Sweetie (fruit)

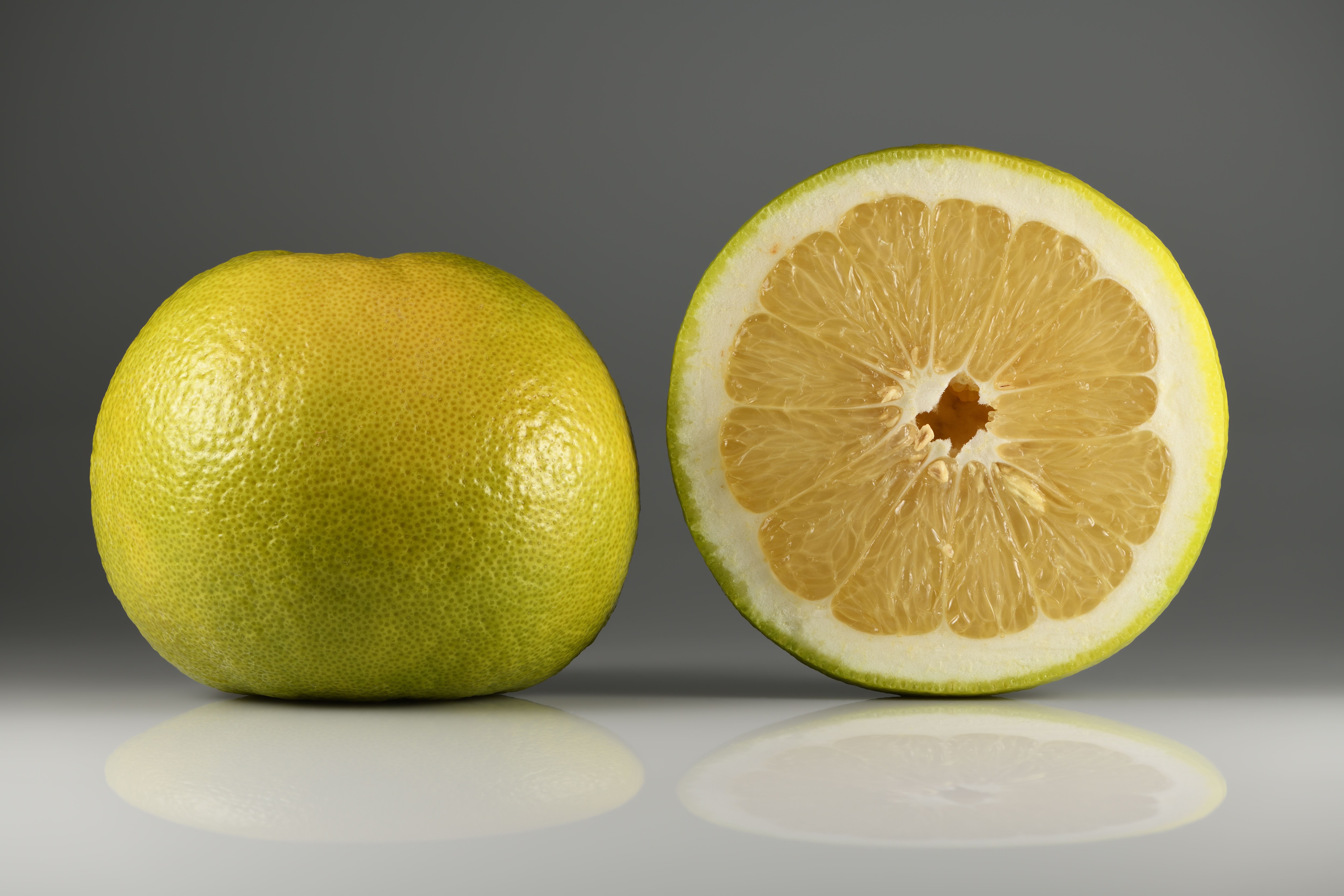
Sweetie

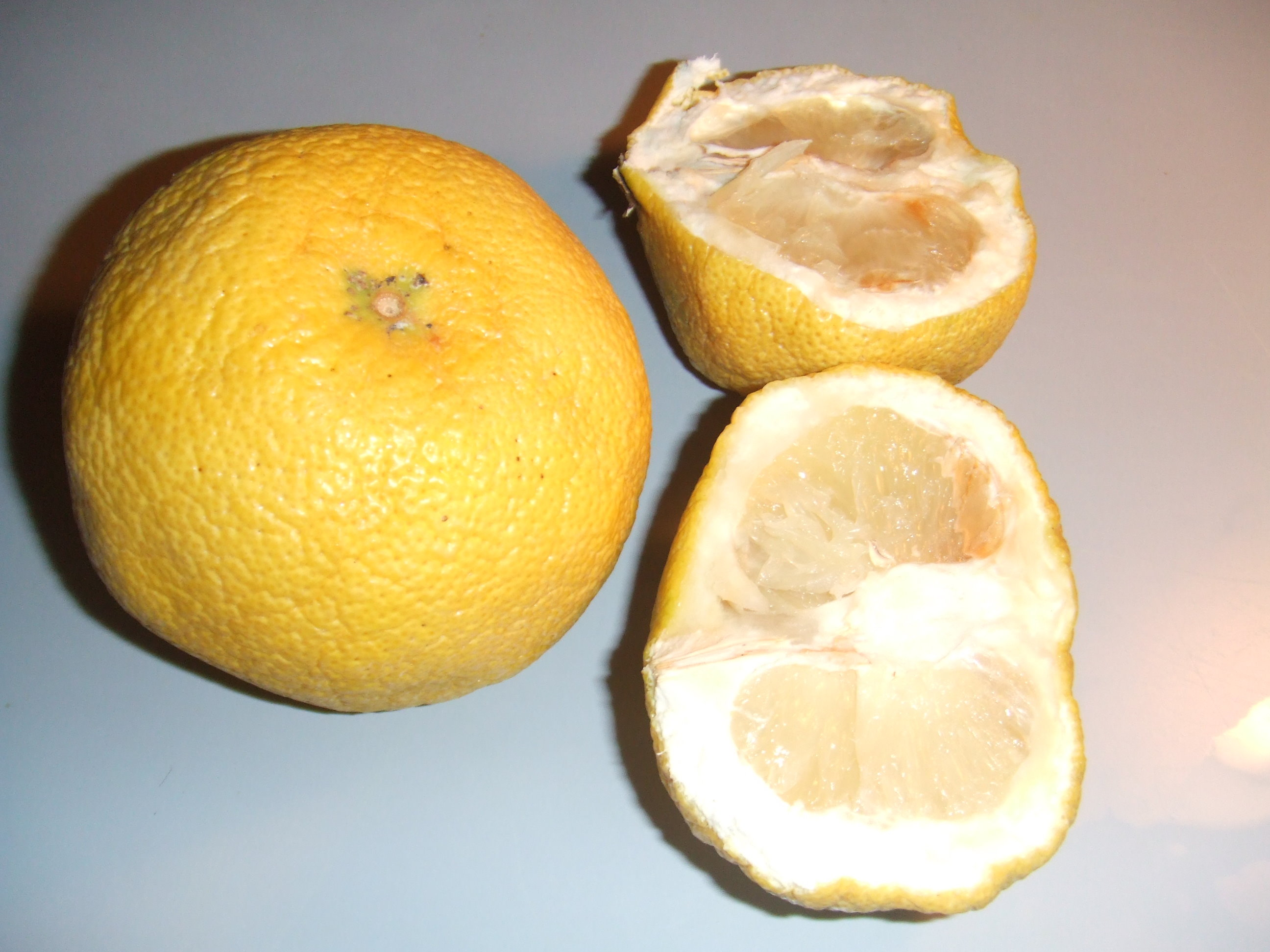
Sweetie uit Israël

De sweetie is een kruising tussen de grapefruit en de pomelo, die in 1984 vanuit Israël op de markt is gekomen.
De schil is groen tot geel en het vruchtvlees is bleek geel. De smaak is zoals de naam al zegt zoet. De vrucht is even groot als de pomelo.